# Битва при Марзі
Битва при Ма́рзі сталася в липні 285 року біля річки Марг (сучасна Велика Морава в Сербії) між арміями римського імператора Карина та претендента на трон Діоклетіана. Діоклетіан здобув перемогу в битві, ставши одноосібним правителем Імперії, а Карина було вбито. Ця битва є визначальною подією, що призвела до закінчення Кризи III століття — більш ніж п'ятидесятирічного періоду економічної та політичної нестабільності в Римській імперії.

## Передумови
282 року в місті Сірмій (в теперішній Сербії) було вбито тодішнього імператора Проба. Ймовірно, він був убитий внаслідок заколоту, що організовав Марк Аврелій Кар, який став наступним імператором.
Одразу після здобуття влади Кар разом зі своїм молодшим сином, Нумеріаном, вирушив на схід для боротьби проти могутньої Держави Сасанідів. Свого старшого сина, Карина, він залишив у Європі, надавши тому титул августа. Військова кампанія Кара була доволі успішно, і йому вдалося захопити перську столицю Ктесифон. Проте посеред кампанії Кар несподівано помер, а його син, Нумеріан, був одразу проголошений соладтами новим імператором.
Нумеріан під тиском своїх офіцерів вирішив залишити Персію та вирушив додому для зустрічі зі своїм братом, Карином. Втім до Риму він не доїхав: Нумеріан був знайдений мертвим у свої палатці під час зупинки в Малій Азії. Військо, що знову залишилось без свого командувача, проголосило новим імператором Гая Валерія Діокла (що згодом взяв собі ім'я Діоклетіан). Діокл звинуватив у смерті Нумеріана його префекта преторія, Луція Флавія Апера, та привселюдно стратив того.
Розуміючи, що в Європі залишився чинний імператор Карин, Діоклетіан мав його позбутися для затвердження своєї одноосібної влади в усій Імперії.

## Битва
Війська Карина та Діоклетіана зійшлися в битві біля річки Марг (лат. Margus) в провінції Мезія (сучасна Велика Морава в Сербії).
На боці Карина були більші сили, але відданість його війська була під питанням. Ймовірно, Карин відчужив своїх прихильників своїм жорстким ставлення до Сенату та  дружин своїх офіцерів. Точний хід битви залишається нез’ясованим, проте точно відомо про вбивство Карина під час битви, найімовірніше, одним із його солдатів.
Із самого початку битви ініціатива була на боці Карина. Втім, події змінилися після того, як префект преторія Карина Аристобул перейшов на бік Діокла. На думку сучасних науковців, цей вчинок був спланованим заздалегідь, і саме за наказом Аристобула був убитий Карин. Це припущення ґрунтується на тому, що Діоклетіан згодом нагородив Аристобула та затвердив його на посадах префекта преторія та консула того ж року.

## Наслідки

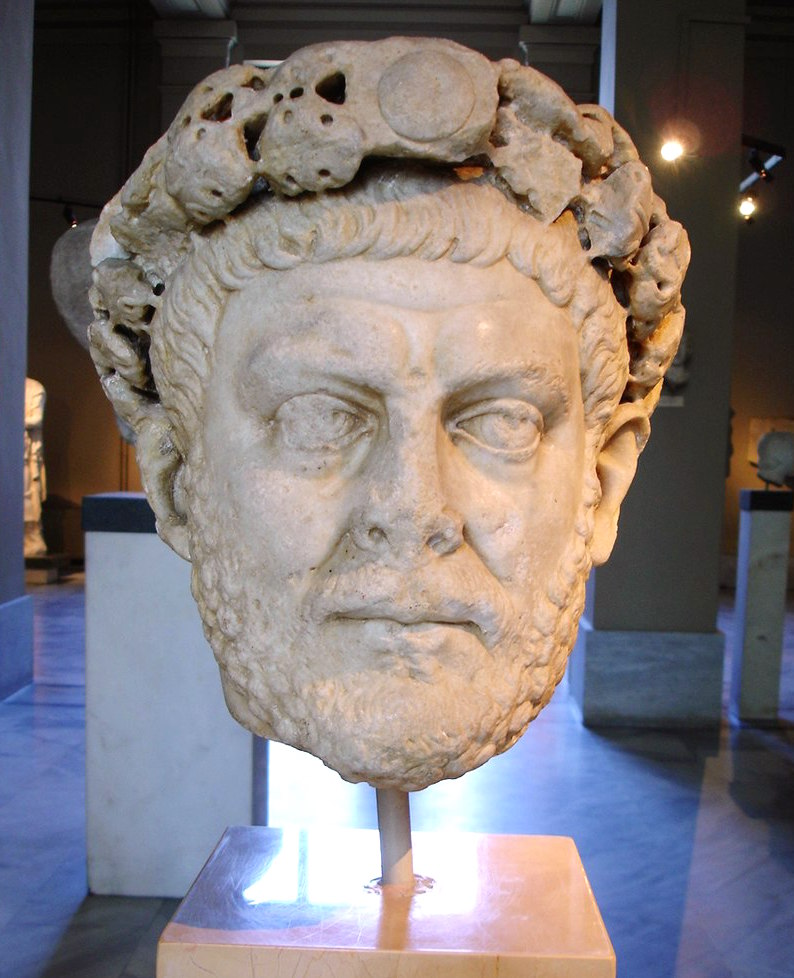
Скульптурний портрет Діоклетіана

Після своєї перемоги Гай Валерій Діокл дав присягу на вірність колишнім військам Карина, ставши одноосібним правителем Римської імперії. Він відразу вирушив до Дунаю для боротьби з племенами маркоманів та квадів.
Разом зі сходженням на престол Діоклетіана закінчилася Криза III століття — п'ятдесятирічний період нестабільності в Римській імперії, під час якого держава майже не розпалася від натиску зовнішніх та внутрішніх загроз. Діокл, який згодом став називатися Діоклетіаном, провів низку важливих реформ та вважається одним з найвизначніших імператорів у римській історії.